# Гомаюн Тофікі
Гомаюн Тофікі (перс. همایون توفیقی; нар. 21 березня 1990, Решт) – іранський шахіст, гросмейстер від 2010 року.

## Шахова кар'єра
2006 року виборов титул чемпіона Ірану серед юніорів до 20 років. Неодноразово представляв національну збірну на чемпіонатах Азії та світу серед юніорів у різних вікових категоріях, у 2007 році здобувши в Ташкенті срібну, а у 2008 році в Тегерані – золоту медаль чемпіонату Азії серед юніорів до 18 років. 2009 року виборов бронзову медаль у командних змаганнях чемпіонату Азії. 2010 року дебютував у складі національної збірної на шаховій олімпіаді.
2008 року поділив 1-ше місце (разом з Ехсаном Гаемом Магамі, Мерабом Гагунашвілі, Левоном Бабуяном і Расулом Ібрагімовим) на турнірі за швейцарською системою в Урмії. Гросмейстерські норми виконав на Кіші (2009, турнір Fajr Chess Open, поділив 1-місце разом із, зокрема, Вадимом Малахатьком), у Решті (2010, турнір Caspian Cup, поділив 1-місце разом з Азером Мірзоєвим і Фарідом Аббасовим), також у Мешхеді (2010).
Найвищий рейтинг Ело в кар'єрі мав станом на 1 липня 2010 року, досягнувши 2501 очок займав тоді 4-те місце серед іранських шахістів.

## Зміни рейтингу
| На цьому місці має відображатися графік чи діаграма, однак з технічних причин його відображення наразі вимкнено. Будь ласка, не видаляйте код, який викликає це повідомлення. Розробники вже працюють для того, щоби відновити штатне функціонування цього графіка або діаграми. | |
| | На цьому місці має відображатися графік чи діаграма, однак з технічних причин його відображення наразі вимкнено. Будь ласка, не видаляйте код, який викликає це повідомлення. Розробники вже працюють для того, щоби відновити штатне функціонування цього графіка або діаграми. |